# 魔苟斯斑
魔苟斯斑 （Morgoth /ˈmɔːrɡɒθ/）是冥王星上一小塊黑暗的表面特徵，位於諾蓋山脈的西南方，毗鄰庫德利文不規則凹地。它是新視野號太空船在2015年7月發現，並且依據托爾金的神話小說中主要的惡魔魔苟斯命名。